# Musée d'Art moderne Andy-Warhol
Le Musée d'art moderne Andy Warhol est un musée de Medzilaborce en Slovaquie, fondé en septembre 1991 à l'initiative de John Warhol, frère d'Andy Warhol.

## Historique
La famille d'Andy Warhol est originaire de Miková, un petit village près de Medzilaborce. Si Andy Warhol ne fit jamais le voyage en Slovaquie, son frère John y vint en 1987. Celui-ci concrétise alors son projet de musée qui est inauguré en 1991.
Il occupe un bâtiment moderne blanc au 749/26 Andy Wahrola.

## Contenu
Le musée abrite dix-sept œuvres originales d'Andy Warhol ainsi que les œuvres de son frère, John et de son neveu, l'illustrateur James Warhola (en). On peut aussi y voir des objets ayant appartenu à la famille Warhol et au peintre.